# Saccharum ravennae
Saccharum ravennae är en gräsart som först beskrevs av Carl von Linné, och fick sitt nu gällande namn av Carl von Linné. Saccharum ravennae ingår i släktet Saccharum och familjen gräs. Inga underarter finns listade i Catalogue of Life.

## Bildgalleri

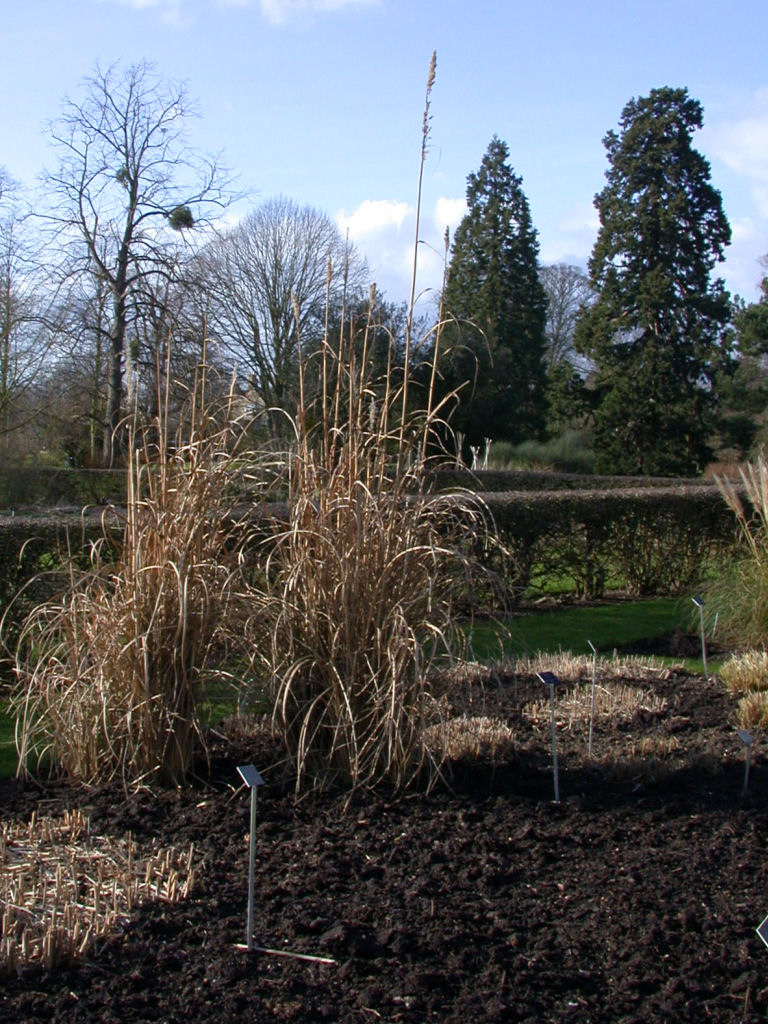